# Rückertovy písně

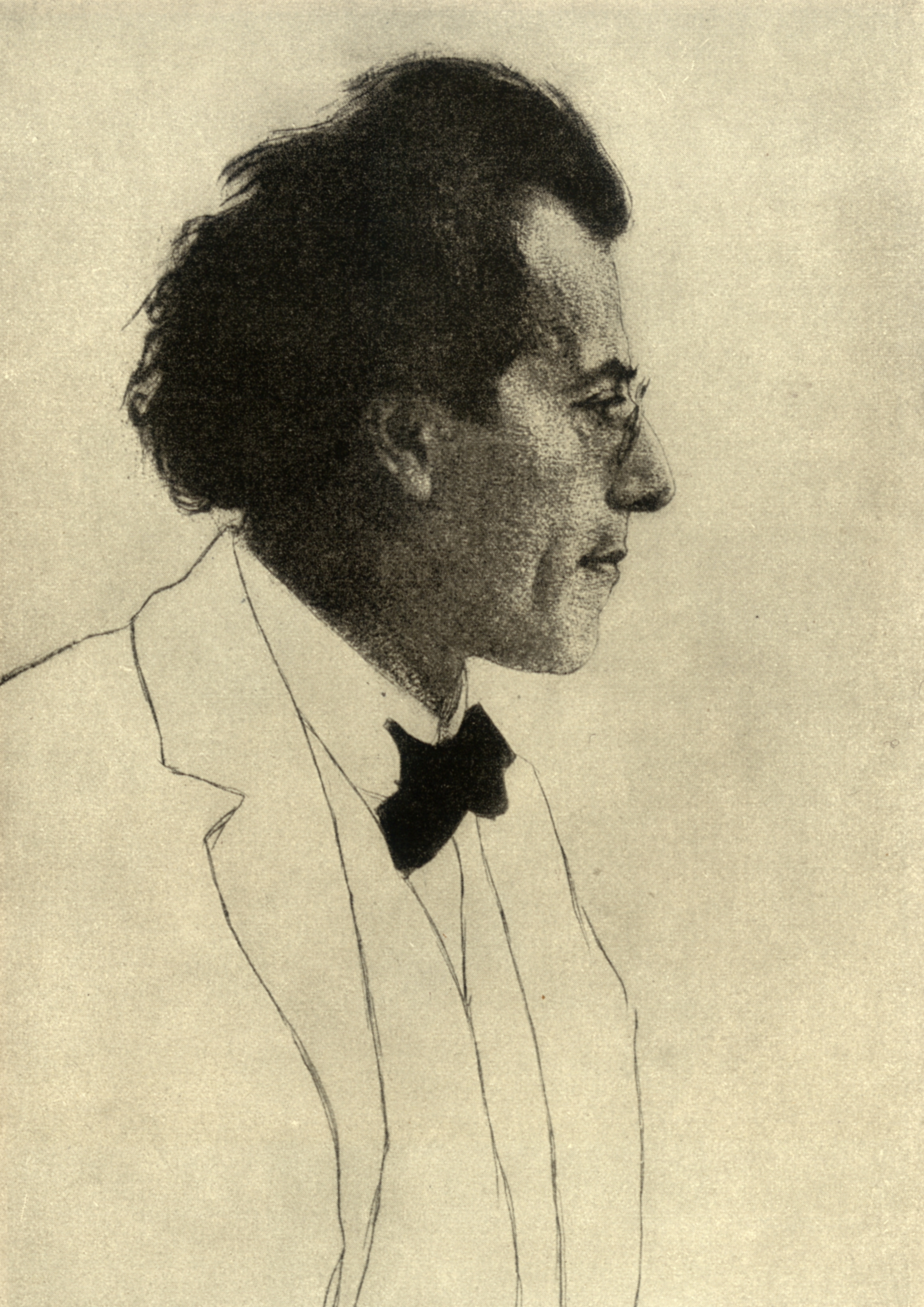
Gustav Mahler v roce 1902 na kresbě Emila Orlika

Rückertovy písně (v originále německy Rückert-Lieder, v češtině též Písně na verše F. Rückerta) je pět písní pro hlas a klavír nebo orchestr od Gustava Mahlera na texty Friedricha Rückerta. Na rozdíl od cyklu Písně o mrtvých dětech (Kindertotenlieder), založených na textech stejného autora ze sbírky Östliche Rosen, nejde o cyklus písní, ale o samostatná díla, pořadí ani hlasové určení není závazné.

## Obsah
Jednotlivé písně a datum jejich vzniku:
1. Nedívej se mi do mých písní! (Blicke mir nicht in die Lieder!, 14. června 1901)
2. Vdechoval jsem lipovou vůni (Ich atmet’ einen linden Duft, červenec 1901)
3. Ztratil jsem se světu (Ich bin der Welt abhanden gekommen,16. srpna 1901)
4. O půlnoci (Um Mitternacht, léto 1901)
5. Miluješ pro krásu (Liebst du um Schönheit), srpen 1902)

Ve stejné době složil Mahler písně Revelge a Tambor (Der Tamboursg'sell) na texty ze sbírky německých lidových písní Chlapcův kouzelný roh (Des Knaben Wunderhorn) Achima von Arnim a Clemense Brentana z let 1806-1808. Později byly tyto dvě písně zahrnuty do Mahlerova stejnojmenného cyklu, 
Těchto sedm skladeb bylo poprvé publikováno v roce 1905 pod společným názvem Sedm posledních písní (Sieben Lieder aus letzter Zeit).
První uvedení čtyř písní složených v roce 1901 v orchestrální verzi se konalo 29. ledna 1905 ve Vídni pod taktovkou skladatele. Na stejném koncertě měl premiéru také cyklus Písně o mrtvých dětech (Kindertotenlieder) a šest písní z cyklu Chlapcův kouzelný roh (Des Knaben Wunderhorn). 
Instrumentaci páté písně Miluješ pro krásu (Liebst du um Schönheit), kterou skladatel věnoval své manželce Almě, neprovedl Mahler, je dílem Maxe Puttmanna, zaměstnance nakladatelství.

## Instrumentace
Velikost a složení orchestru se u jednotlivých písní liší, ale provedení celého cyklu písní vyžaduje každopádně tyto nástroje: 2 flétny, 2 hoboje, anglický roh, 2 klarinety (v B a A), 2 fagoty, kontrafagot, 4 lesní rohy, 2 trubky, 3 pozouny, tuba, tympány, celesta, harfa, klavír a smyčce.
Rakouský skladatel a dirigent Gerhard Present provedl dvě úpravy tohoto díla pro komorní soubor:
- 1998 úprava pro vysoký hlas, housle, violu a klavír, op. 36b,
- 2002-2003 úprava pro střední hlas, housle, violu, violoncello a klavír, op. 44.

## Nahrávky
- 1996 - Anne Sofie von Otter, NDR-Sinfonieorchester, dirigent John Eliot Gardiner, nahrávka Deutsche Grammophon,[1]

## Provedení v Česku
- 2021 - Joyce DiDonato (mezzosoprán) a Craig Terry (klavír), v rámci koncertu v Rudolfinu dne 13. června 2021.